# Ōyamazaki (Kioto)
Ōyamazaki (大山崎町 Ōyamazaki-chō?) es un pueblo localizado en la prefectura de Kioto, Japón. En junio de 2019 tenía una población de 15.709 habitantes y una densidad de población de 2.631 personas por km². Su área total es de 5,97 km².

## Geografía

### Localidades circundantes
- Prefectura de Kioto
  - Kioto
  - Nagaokakyō
  - Yawata
- Prefectura de Osaka
  - Shimamoto

## Demografía
Según datos del censo japonés, la población de Ōyamazaki se ha mantenido estable en los últimos años.
| Año del censo | Población |
| ------------- | --------- |
| 1995          | 15.879    |
| 2000          | 15.736    |
| 2005          | 15.191    |
| 2010          | 15.121    |
| 2015          | 15.181    |